# Craig Campbell (Sänger)

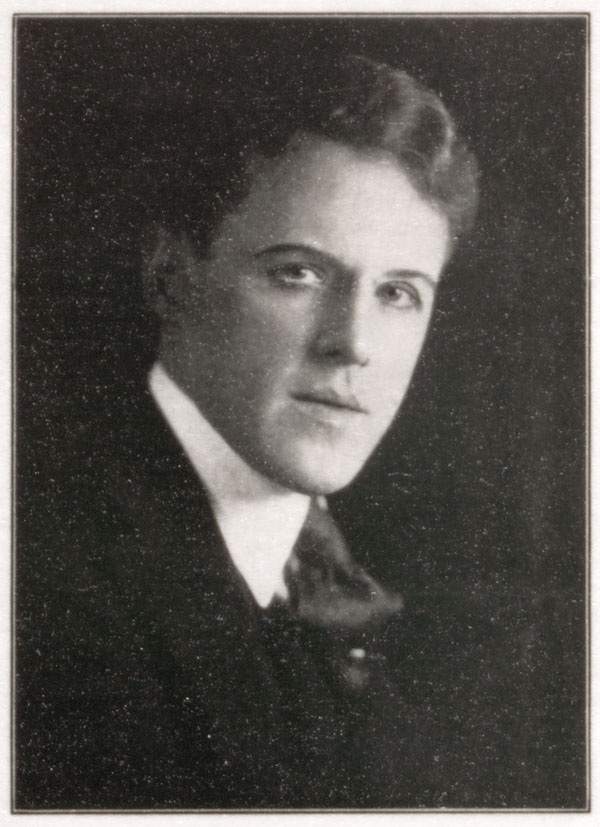
Craig Campbell

Craig Campbell (* 1878 in London/Ontario; † 1965 in New York City) war ein kanadischer Tenor, der vor allem als Operettensänger und in Broadwaymusical bekannt wurde.

## Leben und Wirken
Campbell debütierte 1908 als Sänger und tourte bis in die 1930er Jahre als Vaudevillesänger des Keith Orpheum und des Theaters von Marcus Loew durch Kanada und die USA. 1912 wurde er für die Originalbesetzung der Operette The Firefly von Rudolf Friml engagiert und sang an der Seite von Emma Trentini die Hauptrolle des Jack Travers.
Im gleichen Jahr nahm er A Woman’s Smile aus dieser Operette für Columbia auf. Neben Solostücken nahm er in den Folgejahren für Columbia u. a. Duette mit Grace Kerns und als Ensemblestück den Carmena-Waltz-Song mit Grace Kerns, Mildred Potter und Frank Croxton auf. Für Pathé sang er u. a. Laura Lemons My Ain Folk mit der Sopranistin Clara Butt.
Als Konzertsänger hatte Campbell neben italienischen und französischen Liedern und Arien auch deutsche Lieder von Johannes Brahms und Robert Schumann im Repertoire. 1914 wurde er Mitglied der American Society of Singers, woher auch seine lebenslange Freundschaft mit der Altistin Cora Tracey datierte.
Es folgten zahlreiche Engagements in amerikanischen Konzerthallen und auf Operettenbühnen. 1918 sang er mit Begleitung des New York Symphony Orchestra neben Julia Claussen die Titelrolle in der Kantate Faust und Helena von Lili Boulanger. 1919 trat er an der St. Louis Municipal Opera in Johann Strauss Die Fledermaus auf. Auch in Operetten von Gilbert und Sullivan hatte er große Erfolge.
Ende der 1930er Jahre zog sich Campbell von der Bühne zurück. Von 1942 bis 1954 wirkte er als Tenorsolist an der St. John’s Episcopal Church in New Jersey. Bis zu seinem Tod 1965 lebte er in New York.